# 日本金松
日本金松（學名：Sciadopitys verticillata），為金松科金松属唯一种，只生长在日本，是当地的特有种，目前已经被引种到世界各地，是一种比较珍贵的观赏植物。

## 形态
日本金松是常绿乔木，高达15-27米，针叶15-40片轮生，细长线形的叶子，凹头，上下面中央均有一浅沟（由两叶愈合而成，愈合处即成浅沟），长达7-12厘米，实际含有茎的组织；花雌雄同株，雄花头状，簇集枝端，雌花椭圆状，单生枝端，花蕾分叉；球果为长椭圆状卵形，长6-11厘米，鳞片多枚，各有6-9颗种子，要18个月才能成熟。

## 起源
日本金松是一种孑遗植物，化石发现在2亿3千年前就已经存在，现代几乎没有和它亲缘关系非常相近的植物。

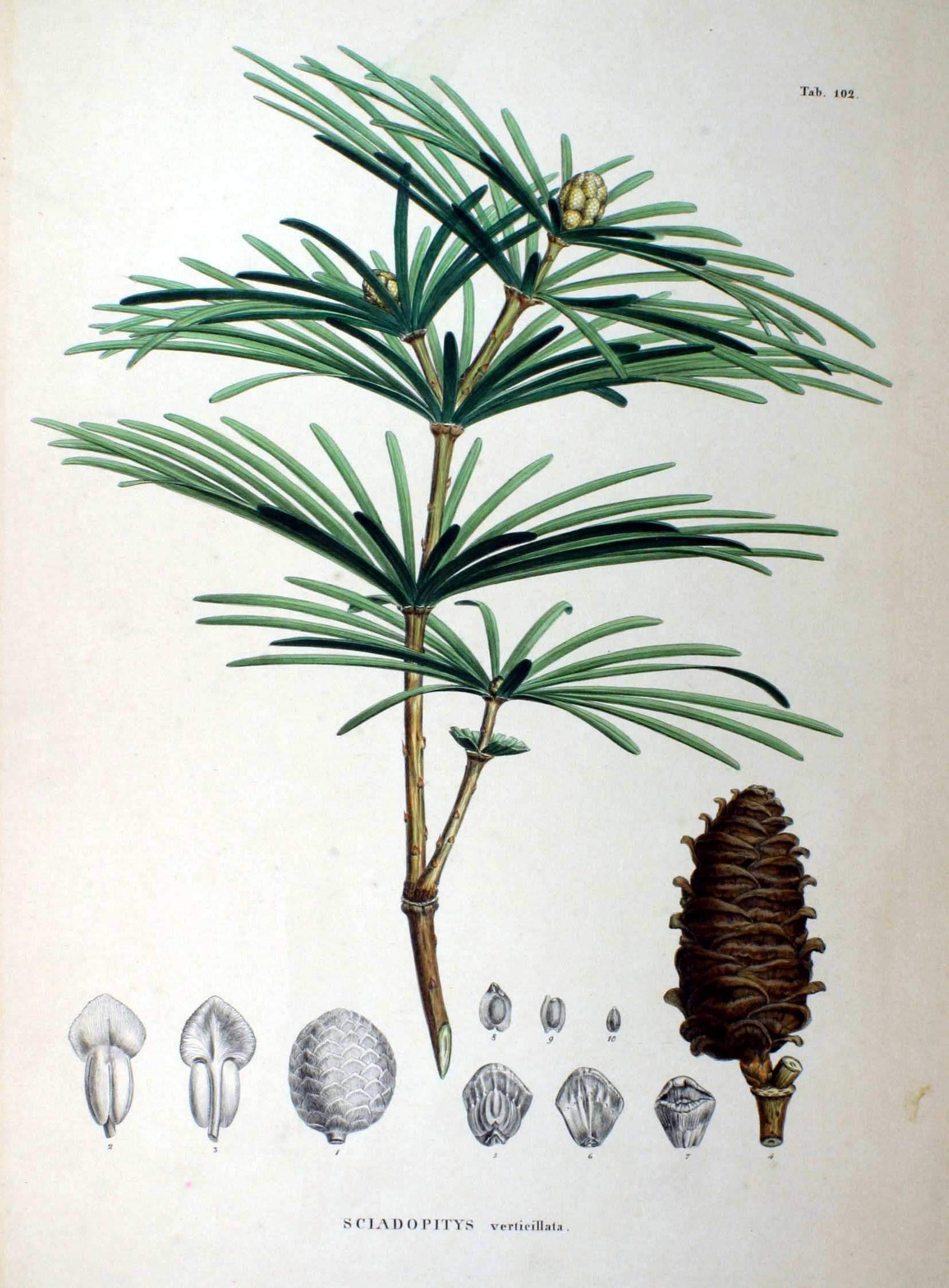